# Martin-chasseur oreillard
Cittura cyanotis
Espèce
Statut de conservation UICN

 LC  : Préoccupation mineure
Le Martin-chasseur oreillard (Cittura cyanotis) est une espèce d'oiseau de la famille des Alcedinidae.

## Répartition
Cet oiseau est endémique de l'île de Sulawesi en Indonésie.